# Edward Eugene Lyon
Edward Eugene Lyon (Hixton, 8 agosto 1871 – California, 18 novembre 1931) è stato un militare statunitense, decorato con la Medal of Honor durante il corso della guerra filippino-americana.

## Biografia
Nacque a Hixton, Wisconsin, l’8 agosto 1871, e si arruolò nell’esercito  ad Amboy. All’epoca dello scoppio della guerra filippino-americana prestava servizio come soldato nella Compagnia B del 2nd Oregon Volunteer Infantry Regiment, e dopo lo scoppio delle ostilità fu assegnato ad una speciale unità denominata Young's Scouts, formata da elementi provenienti dai seguenti reparti: 1st North Dakota Volunteers,  2nd Oregon Volunteers, e 4th U.S. Cavalry. Il 16 maggio 1899 il suo reparto, forte di 11 scout, impegnò  combattimento contro una forte formazione nemica, composta da 300 insorti, a San Miguel de Mayumo, Luzon, e nonostante la grande inferiorità numerica del suo reparto egli contribuì fortemente alla vittoria. Per questo fatto il 24 gennaio 1906 fu insignito della Medal of Honor, la più alta decorazione militare americana.
Ritornato negli Stati Uniti si congedò dall’esercito andando a lavorare come poliziotto e si spense in California il 18 novembre 1931, all’età di 60 anni. Il suo corpo fu sepolto presso l’Hollywood Forever Cemetery di Hollywood.